# Клауэр, Роберт Уэйн
Роберт Уэйн Клауэр (англ. Robert W. Clower; 13 февраля 1926, Пулмен, штат Вашингтон — 2 мая 2011) — американский экономист.
Учился в Оксфорде. Преподавал в Северо-Западном и Калифорнийском (Лос-Анджелес) университетах. В конце жизни заслуженный профессор университета Южной Каролины.

## Основные произведения
- «Кейнсианская контрреволюция: теоретическая оценка» (The Keynesian Counter-revolution: А Theoretical Appraisal, 1965);
- «Анатомия монетарной теории» (The Anatomy of Monetary Theory, 1977);
- «Экономическая теория как индуктивная наука» (Economics as an Inductive Science, 1994);
- «Экономическая доктрина и метод» (Economic Doctrine and Method, 1995).